# 皮丰
皮丰（法語：Piffonds，法語發音：[pifɔ̃]）是法国勃艮第-弗朗什-孔泰大区约讷省的一个市镇，属于桑斯区。

## 地理
皮丰（48°3'20"N, 3°8'47"E）面积24.55 平方千米，位于法国勃艮第-弗朗什-孔泰大區约讷省，该省份为法国中北部内陆省份，西接卢瓦雷省，西北接塞纳-马恩省，南至涅夫勒省，东临科多尔省，东北与奥布省接壤。
与皮丰接壤的市镇（或旧市镇、城区）包括：圣马丹多尔东、圣卢多尔东、库特奈、比西勒勒波、绍莫、克莱里河畔萨维尼、韦尔努瓦。

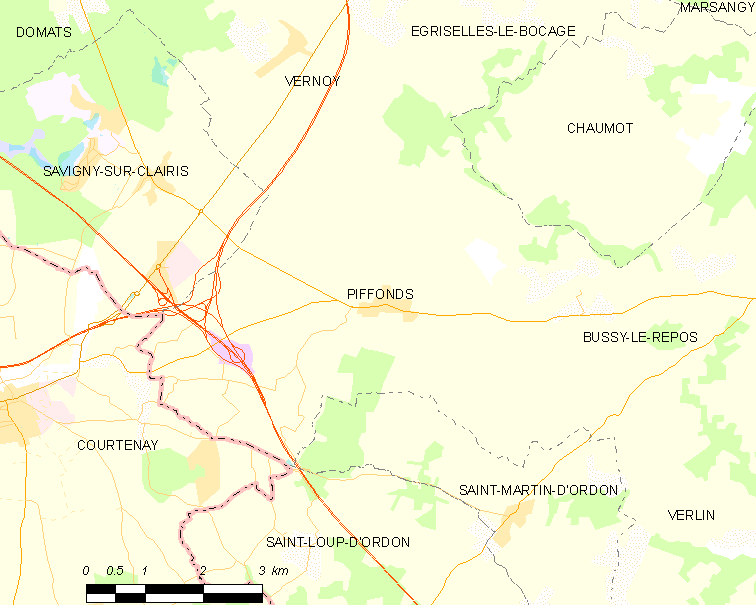
皮丰的OSM定位图

皮丰的时区为UTC+01:00、UTC+02:00（夏令时）。

## 行政
皮丰的邮政编码为89330，INSEE市镇编码为89298。

## 政治
皮丰所属的省级选区为约讷河畔新城县。

## 人口

1962-2008年间皮丰人口变化图示

皮丰于2022年1月1日时的人口数量为588人。